# Diocesi di Posadas
La diocesi di Posadas (in latino Dioecesis Posadensis) è una sede della Chiesa cattolica in Argentina suffraganea dell'arcidiocesi di Corrientes. Nel 2023 contava 486.384 battezzati su 797.000 abitanti. È retta dal vescovo Juan Rubén Martínez.

## Territorio
La diocesi comprende 7 dipartimenti della provincia di Misiones: Apóstoles, Candelaria, Capital, Concepción de la Sierra, Leandro N. Alem, Libertador General San Martín e San Ignacio.
Sede vescovile è la città di Posadas, dove si trova la cattedrale di San Giuseppe.
Il territorio si estende su 6.426 km² ed è suddiviso in 36 parrocchie.

## Storia
La diocesi è stata eretta l'11 febbraio 1957 con la bolla Quandoquidem adoranda di papa Pio XII, ricavandone il territorio dalla diocesi di Corrientes (oggi arcidiocesi).
Il 18 febbraio 1958 lo stesso Pio XII con il breve Quanto iuniores ha dichiarato la Beata Maria Vergine di Itatí patrona principale della diocesi, e sant'Ignazio di Loyola patrono secondario.
Originariamente suffraganea dell'arcidiocesi di La Plata, il 10 aprile 1961 è entrata a far parte della provincia ecclesiastica dell'arcidiocesi di Corrientes.
Il 16 giugno 1986 e il 13 giugno 2009 ha ceduto porzioni del suo territorio a vantaggio dell'erezione rispettivamente delle diocesi di Puerto Iguazú e di Oberá.

## Cronotassi dei vescovi
Si omettono i periodi di sede vacante non superiori ai 2 anni o non storicamente accertati.
- Jorge Kémérer, S.V.D. † (13 marzo 1957 - 16 giugno 1986 ritirato)
- Carmelo Juan Giaquinta † (16 giugno 1986 - 22 marzo 1993 nominato arcivescovo di Resistencia)
- Alfonso Delgado Evers (25 febbraio 1994 - 29 marzo 2000 nominato arcivescovo di San Juan de Cuyo)
- Juan Rubén Martínez, dal 25 novembre 2000

## Statistiche
La diocesi nel 2023 su una popolazione di 797.000 persone contava 486.384 battezzati, corrispondenti al 61,0% del totale.
| anno | popolazione | popolazione | popolazione | presbiteri | presbiteri | presbiteri | presbiteri                | diaconi | religiosi | religiosi | parrocchie |
| anno | battezzati  | totale      | %           | numero     | secolari   | regolari   | battezzati per presbitero | diaconi | uomini    | donne     | parrocchie |
| ---- | ----------- | ----------- | ----------- | ---------- | ---------- | ---------- | ------------------------- | ------- | --------- | --------- | ---------- |
| 1966 | 303.385     | 391.094     | 77,6        | 86         | 10         | 76         | 3.527                     |         | 21        | 150       | 48         |
| 1970 | ?           | 430.000     | ?           | 105        | 12         | 93         | ?                         |         | 100       | 192       | 14         |
| 1976 | 424.442     | 487.865     | 87,0        | 106        | 14         | 92         | 4.004                     |         | 102       | 207       | 57         |
| 1980 | 468.000     | 537.000     | 87,2        | 107        | 12         | 95         | 4.373                     |         | 106       | 187       | 62         |
| 1990 | 398.580     | 493.076     | 80,8        | 79         | 18         | 61         | 5.045                     | 7       | 67        | 171       | 40         |
| 1999 | 550.000     | 680.000     | 80,9        | 86         | 25         | 61         | 6.395                     | 19      | 64        | 165       | 36         |
| 2000 | 550.000     | 680.000     | 80,9        | 91         | 25         | 66         | 6.043                     | 29      | 68        | 165       | 36         |
| 2001 | 570.000     | 700.000     | 81,4        | 90         | 23         | 67         | 6.333                     | 29      | 70        | 152       | 36         |
| 2002 | 550.000     | 680.400     | 80,8        | 86         | 25         | 61         | 6.395                     | 28      | 64        | 155       | 36         |
| 2003 | 551.000     | 681.500     | 80,9        | 90         | 27         | 63         | 6.122                     | 27      | 65        | 150       | 36         |
| 2004 | 552.890     | 769.000     | 71,9        | 90         | 32         | 58         | 6.143                     | 26      | 60        | 165       | 37         |
| 2013 | 498.000     | 622.000     | 80,1        | 74         | 37         | 37         | 6.729                     | 21      | 40        | 93        | 33         |
| 2016 | 469.534     | 624.000     | 75,2        | 64         | 38         | 26         | 7.336                     | 33      | 30        | 75        | 34         |
| 2019 | 475.300     | 780.000     | 60,9        | 72         | 37         | 35         | 6.601                     | 33      | 41        | 74        | 34         |
| 2021 | 478.242     | 787.530     | 60,7        | 71         | 38         | 33         | 6.735                     | 37      | 39        | 55        | 35         |
| 2023 | 486.384     | 797.000     | 61,0        | 70         | 37         | 33         | 6.948                     | 34      | 41        | 55        | 36         |